# Ace Kefford
Christopher John 'Ace' Kefford (Moseley (Birmingham), 10 december 1946) is een Britse bassist.

## Carrière
Ace Kefford was mede-oprichter van The Move in oktober 1965 met Trevor Burton, na een ontmoeting met David Bowie in de Cedar Club in Birmingham, gevolgd door een optreden van Bowies band Davy Jones & the Lower Third. Het duo nodigde Roy Wood, Carl Wayne en Bev Bevan uit om de klassieke Move-bezetting te completeren.
Kefford had een bipolaire stoornis en zijn afscheid van The Move kwam na een periode van uitputtende optredens en experimenten met LSD en een zenuwinzinking na een tournee met The Jimi Hendrix Experience en Pink Floyd, die de vorm aannam van een paniekaanval.
Wayne geloofde dat het begin van de neergang van The Move Keffords vertrek was, omdat dit Trevor Burton in de kwetsbare positie plaatste om meer instrumenten te spelen en de band zou hebben overleefd als ze een toetsenist hadden gecontracteerd om Kefford te vervangen.
Nadat hij The Move midden 1968 had verlaten, nam Kefford een soloalbum op met platenproducent Tony Visconti in de Olympic en Trident studio's in Londen. Er werden acht songs opgenomen, inclusief een cover van Save the Life of My Child van Simon & Garfunkel, met Jimmy Page op de gitaar. Hoe dan ook, Kefford kreeg een inzinking tijdens het project en legde het werk neer, het onvolledige album werd pas uitgebracht in 2003 als Ace the Face bij Sanctuary Records. Kefford formeerde The Ace Kefford Stand in 1968, met gitarist Dave Ball, bassist Denny Ball en drummer Cozy Powell.
Keffords verdere leven werd gekenmerkt door alcohol, drugs, zelfmoordpogingen en veel doorgebrachte tijd in psychiatrische instellingen.

## Discografie

### The Move
- 1966: Night of Fear / Disturbance, Deram (1966)
- 1967: I Can Hear the Grass Grow / Wave the Flag & Stop the Train, Deram
- 1967: Flowers in the Rain / (Here We Go Round) the Lemon Tree, Regal Zonophone
- 1968: Fire Brigade / Walk Upon the Water, Regal Zonophone
- 1968: Move, Regal Zonophone
- 1968: Something Else from The Move, Regal Zonophone

### The Ace Kefford Stand
- 1969: For Your Love / Gravy Booby Jam, Atlantic Records

### Solo
- 1969: This World's An Apple / Gravy Booby Jam, Atlantic (samen met Big Bertha)
- 2003: Ace The Face, Castle Music Records